# Monster Hunter Freedom
Monster Hunter Freedom, auch bekannt als Monster Hunter Portable (Japan), ist ein Videospiel, welches Adventure-, Hack-and-Slay- und RPG-Elemente vereinigt. Das Ziel des Spiels ist es, Quests zu bestehen, die der Spieler von verschiedenen NPCs erhalten kann und so ein berühmter und angesehener Jäger zu werden. Es ist der dritte Teil in der Monster-Hunter-Serie und basiert auf dem zweiten Teil der Reihe, Monster Hunter G. Monster Hunter Freedom beinhaltet einige Änderungen, die es dem Spieler zu erlauben, die zuvor Online/Mehrspieler-exklusiven Quests auch alleine zu bestreiten.
Bis zum September 2006 wurden in Japan 650.000 Stück verkauft, womit es das bis dato meistverkaufte PSP-Spiel Japans war. Gemeinsam mit seinem Nachfolger wurden beide bis 2007 je eine Million Mal verkauft.

## Spielprinzip
Wie bei seinen Vorgängern geht es auch in diesem Spiel darum, Quests zu bestehen, Materialien zu sammeln und sich zu einem mächtigen Jäger zu entwickeln. Je seltener die gesammelten Materialien sind, umso stärker sind die aus ihnen hergestellten Ausrüstungsgegenstände.
Ein Hauptreiz von Monster Hunter ist, seltenere Gegenstände zu finden, um damit noch aufwändigere Waffen und Rüstungen zu erschaffen. Da aber bestimmte Materialien bei gleichen Quests in unterschiedlicher Häufigkeit auftauchen, ist das ständige Wiederholen derselben Quests ein fester Bestandteil des Spiels. Jedoch ist es sehr schwierig, einen stärkeren Gegner allein durch wiederholtes Angreifen – ohne spezielle Taktiken – zu besiegen. Das Lernen und Verstehen der verschiedenen Bewegungsmuster der Monster ist ebenso wichtiger Bestandteil, wie das Beherrschen der eigenen Waffe.
Das Spiel enthält außerdem eine Vielzahl an Rüstungen und zwölf große Waffentypen:

Schwert und Schild, Großschwert, Langschwert (ab MHF2), Doppelklingen, Lanze, Gewehrlanze (ab MHF2), Hammer (ab MHF2), Jagdhorn, Bogen (ab MHF2) und (leichtes oder schweres) Bogengewehr.
Jede Waffe hat ihren eigenen Stil und ihre eigenen Vor- und Nachteile. Es ist dem Spieler außerdem möglich, bei Spielbeginn seinen eigenen Jäger zu kreieren (Name, Geschlecht, Gesicht, Frisur, Haarfarbe, Stimme etc.). Man muss von kleinen Grasfressern bis zu riesigen Drachen alles erjagen und das Material aufsammeln, um neue Rüstungen und Waffen herzustellen.

## Änderungen
Monster Hunter Freedom enthält einige Änderungen zu dem im westlichen Markt erschienen Monster Hunter (PS2). Die zusätzlichen Inhalte basieren auf dem Japan-exklusiven Monster Hunter G, einer erweiterten Version von Monster Hunter (PS2). Zusätzlich gibt es einige kleinere Änderungen zur japanischen Veröffentlichung des Spiels Monster Hunter Portable.

### Änderungen zu Monster Hunter
Das Spiel basiert auf Monster Hunter G. Es enthält ein wesentlich größeres Waffenarsenal, Rüstungen und weitere Änderungen bzw. Erweiterungen:
- neue Waffen zu erschaffen und zu verbessern,
- mehr Verzweigungen auf den Wegen,
- neues „Schärfe-Level“: Lila Schärfe wurde als das neue und höchste „Schärfe-Level“ eingeführt. Diesen Status hat es in der Hauptreihe abseits von Monster Hunter Frontier bis heute.
- mehr Rüstungen,
- viele Rüstungsverbesserungen wurden verändert,
- neue Monstertypen und neue Farbversionen der alten Typen,
- eine „Felyne-Küche“, und die Möglichkeit Felyne-Köche einzustellen
- neue Gegenstände,
- „G-Rang-Quests“, die noch stärkere „Wyvern“ enthalten, als die „Hochrangigen-Quests“,
- eine „Kokoto-Farm“, auf der man Pflanzen anbauen, angeln, Erz abbauen, Käfer fangen, Kräuter sammeln usw. kann. Das Erz wird beispielsweise benötigt, um Rüstungen und Waffen herzustellen.

### Änderungen zu Monster Hunter Portable
Monster Hunter Freedom leidet unter einigen großen Änderungen zu seinem japanischen Pendant:
- Herunterladbare Quests sind nicht von Haus aus möglich.
- Jäger müssen keine Verbindung zu Monster Hunter 2 aufbauen, um die Quest „Die Rache des Yian Garuga“ zu erreichen.
- Zensur des Blutes: Viel Blut wurde entfernt, aber es erscheint immer noch mehr Blut, wenn man den Schwachpunkt eines Monsters trifft.

## Jäger Rang
Das Jäger-Rang (JR bzw. HR) gibt an, wie viele Quest man in der Gildenhalle zur Verfügung hat. Es gibt sechs verschiedene erreichbare Ränge, jeder aktiviert einige neue Multiplayer-Online-Quests. Jeder Jägerrang kann durch das Erledigen bestimmter Gildenquests und durch das bestreiten der folgenden, etwas anspruchsvolleren „Dringenden Quests“ erreicht werden.
Es ist vorgegeben, welche Quests man abschließen muss, um die Dringende Quest freizuschalten. Durch deren Abschluss wird der Jägerrang des Spielers um 1 erhöht und er hat Zugriff auf neue schwierige Quest deren Abschluss wieder zu einer Dringenden Quest führt.

## Monster Hunter Freedom 2
Monster Hunter Freedom 2 ist die Umsetzung von Monster Hunter 2 für die PlayStation Portable. In Monster Hunter Freedom 2 geht es darum Monster in einer bestimmten Zeitvorgabe zu besiegen, um dadurch Materialien zu erhalten, mit diesen Materialien kann man wiederum stärkere Rüstungen und Waffen bauen, um damit noch gefährlichere Monster zu besiegen. Es sind die gleichen Monster wie beim Vorgänger vorhanden sowie neue und einzigartige Wesen. Je besser man wird, desto höher wird auch der so genannte Jägerrang, durch einen hohen Jägerrang ist es dann möglich Quests zu bestreiten die vorher nicht zur Auswahl standen. Die Quests sind unterteilt in Dorfchefinnen-Quests (Singleplayer), Trainings-Quests (Single-/Multiplayer), Schatzsuche-Quests (Single-/Multiplayer), Offlinequests (Singleplayer) und Onlinequests (Multiplayer). Die Offline- und Onlinequests sind dieselben bis auf die Tatsache, dass man sie online zu viert bestreiten kann, offline muss man sie alleine bewältigen. Bei den Trainings-Quests muss man eine vorgegebene Waffe und Rüstung wählen und darf nicht in Ohnmacht fallen (ein Leben verlieren). Ein genaues Ziel in diesem Spiel lässt sich nicht definieren, doch es gibt Monster, die der Spieler am Ende besiegt haben sollte. Schatzsuche-Quests waren im Multiplayermodus von Monster Hunter Freedom nur zu zweit spielbar, doch in MHF2 kann man diese nun auch allein bestreiten. MHF2 ist via WLAN (im Ad-hoc-Modus) der PSP multiplayerfähig mit maximal vier Spielern. Des Weiteren steht downloadbarer Inhalt zur Verfügung (neue Quests, Bonusobjekte usw.), der mittels des Infrastrukturmodus der PSP heruntergeladen werden kann.
Außerdem wurde der Sonderquest-Grad des Yian Garuga heruntergesetzt und ist ab MHF2 schon auf Stufe 4 der Dorfchefin spielbar. Ebenfalls neu sind die Gewehrlanze, der Bogen, das Jagdhorn und das Langschwert. Die besonderen Fähigkeiten und Angriffe der einzelnen Waffen sind:
Gewehrlanze: Die Gewehrlanze ist eine weiterentwickelte Form der normalen Lanze aus MHF1, mit O schießt man je nach Waffenart ein Geschoss ab, welche man bei gedrückter Block-Taste(R) mit O nachlädt. Mit der Dreieck-Taste sticht man normal nach vorne. Die stärkste Fähigkeit, die ca. fünf Minuten Aufladezeit benötigt, ist das Wyvern-Feuer, wobei der Spieler die Blocken-, die O- und die Dreieck-Taste gleichzeitig drücken muss. Anschließend erscheint an der Spitze der Lanze eine Flamme, die sich blau färbt und dann in einer Explosion detoniert.
Jagdhorn: Unterklasse des Hammers, das aber mehr Schaden verursachen kann, wenn man richtig trifft, mit O wird eine schwache Stocherattacke ausgeführt, mit Dreieck eine starke Schwungattacke die ähnlich dem Großschwert unendlich sein kann (Unterbrechungen ausgeschlossen) und mit beiden gleichzeitig wird eine mächtige Erdrüttlerattacke ausgeführt, die außerdem Pisces-Wyvern aus der Erde holen kann.
Die besondere Fähigkeit des Jagdhorns ist das Lied, dabei spielt der Spieler Lieder die verschiedene Verbesserungen der Statuswerte, Heilung, oder Spezialeffekte für ihn oder seine Mitspieler haben können.
Langschwert: Im Gegensatz zum Großschwert, hat das Langschwert keine Blockfunktion, die aber durch die anderen Vorteile dieser Waffe mehr als ausgeglichen wird: Es ist leichter als sein großes Äquivalent und daher kann sich der Spieler sehr schnell mit ihm bewegen (normale Laufgeschwindigkeit wie bei weggesteckter Waffe), die Angriffe erfolgen sehr schnell aufeinander (Dreieck, Dreieck = zwei senkrechte Schläge, anschließend O für einen Stich nach vorne) und als Ausgleich für die fehlende Blockfunktion wurde der Elan-Balken eingebaut, der bei jedem Treffer dieser Waffe etwas aufgefüllt wird. Ist der Elanbalken voll, erhöht sich die Angriffskraft des Spielers (von Waffe zu Waffe unterschiedlich) und man kann mächtige Elan-Kombis durch aufeinanderfolgendes Drücken der R-Taste ausführen.
Bogen: eine leichte Fernkampfwaffe mit einem unendlichen Vorrat an Pfeilen die bis zu drei unterschiedliche Aufladungsstufen und Pfeiltypen hat:
Pierce: Dringt ins Ziel ein und verursacht je nach Level unterschiedlich viel Schaden. Durchdringt dünne Teile der Wyvern bzw. den Gegner und richtet bei Treffern hinter dem Ziel noch Schaden an.
Streu: Je nach LVL schießt der Schütze unterschiedlich viele Pfeile ab, die nur eine geringe Reichweite haben (stapelbar).
Schnell: schneller Schuss für jeden Gegnertypen aber nicht wirklich effektiv gegen Wyvern.

## Quests
Das Spiel enthält verschiedenen Questarten. Die ersten sind einfache Sammelqests (Sammeln, Kombinieren, Suchen) und Tötungsquests (meist mehrere kleine Monster jagen). Doch die wichtigsten sind die Jagdquests. In diesen muss man hauptsächlich die großen Monster jagen. Hierbei kann man sie sowohl besiegen als auch fangen. Die Jagdquests werden noch in kleinere Gruppen eingeteilt, wo man z. B. zwei Monster der gleichen Art zu besiegen hat, sogenannte Unendliche Quests – wenn man ein Monster tötet oder fängt, taucht davon ein neues auf. In Monster Hunter Freedom gab es auch Fangqests, doch sie wurden nicht mehr in den darauffolgenden Spielreihen fortgeführt. Zuletzt noch die epischen und schweren Quests. Bei den epischen gibt es zwei oder mehrere Monsterarten verschiedener Rassen. Bei den schweren Quests handelt es sich um schwere Jagdquests. Die Hauptaufgabe besteht darin, Drachenälteste zu besiegen. Drachenälteste sind sehr schwer zu besiegen, fast alle haben unnormale Kräfte. Es gibt noch die Beschütz-Quest, bei welcher das Fort vor Riesenmonstern wie den Lao-Shan-Lung beschützt werden muss.

## Verkaufszahlen
| Jahr | Titel                        | Erstveröffentlichung | Verkäufe         |
| ---- | ---------------------------- | -------------------- | ---------------- |
| 2005 | Monster Hunter Freedom       | 1. Dezember 2005     | PSP: 1.300.000   |
| 2007 | Monster Hunter Freedom 2     | 22. Februar 2007     | PSP: 2.500.000   |
| 2008 | Monster Hunter Freedom Unite | 27. März 2008        | PSP: 5.300.000   |
| 2010 | Monster Hunter Portable 3rd  | 1. Dezember 2010     | PSP: + 4.600.000 |

Das erfolgreichste Spiel der Monster Hunter Freedom-Reihe ist Monster Hunter Freedom Unite mit ungefähr 5,3 Millionen abgesetzten Kopien. Insgesamt konnte sich die Monster Hunter Freedom-Reihe 13,7 Millionen Mal verkaufen.